# Safia picturata
Safia picturata är en fjärilsart som beskrevs av William Schaus 1901. Safia picturata ingår i släktet Safia och familjen nattflyn. Inga underarter finns listade.